# Линд, Улле
Улле Линд (швед. Olle Lindh; род. 21 апреля 2003, Швеция) — шведский футболист, полузащитник «Кальмара».

## Клубная карьера
Является воспитанником «Кальмара», где прошёл путь от детских и юношеских команд до основной. 18 августа 2021 впервые попал в заявку на официальный матч в рамках второго раунда кубка Швеции с «Лундом», но на поле не появился. Дебютировал в чемпионате Швеции 4 декабря во встрече заключительного тура с «Хаммарбю», выйдя на поле на 87-й минуте вместо Себастиана Ринга.

## Клубная статистика
| Выступление      | Выступление      | Выступление      | Лига | Лига | Кубки | Кубки | Конт. кубки | Конт. кубки | Итого | Итого |
| Клуб             | Лига             | Сезон            | Игры | Голы | Игры  | Голы  | Игры        | Голы        | Игры  | Голы  |
| ---------------- | ---------------- | ---------------- | ---- | ---- | ----- | ----- | ----------- | ----------- | ----- | ----- |
| Кальмар          | Алльсвенскан     | 2021             | 1    | 0    | 0     | 0     | 0           | 0           | 1     | 0     |
| Кальмар          | Итого            | Итого            | 1    | 0    | 0     | 0     | 0           | 0           | 1     | 0     |
| Всего за карьеру | Всего за карьеру | Всего за карьеру | 1    | 0    | 0     | 0     | 0           | 0           | 1     | 0     |